# Ли Бон Джу
Ли Бон Джу (кор. 이봉주) — южнокорейский легкоатлет, который специализировался в марафоне. На олимпийских играх 1996 года выиграл серебряную медаль в марафоне с результатом 2:12.39. Чемпион Азиатских игр 1998 и 2002 годов.

## Достижения
- 1993  Гонолульский марафон — 2:13.16
- 1995  Сеульский марафон — 2:10.58
- 1996  Фукуокский марафон — 2:10.48
- 2000  Токийский марафон — 2:07.20
- 2001  Бостонский марафон — 2:09.43
- 2007  Сеульский марафон — 2:08.04

## Олимпийские игры
- Сидней 2000 — 2:17.57 (24-е место)
- Афины 2004 — 2:15.33 (14-е место)
- Пекин 2008 — 2:17.56 (28-е место)

## Государственные награды
- Орден «За спортивные заслуги» 1 класса Республики Корея — орден Синего дракона (2009)[2]